# Повітряно-космічні сили Корпусу вартових Ісламської революції
Повітряно-космічні сили Корпусу вартових ісламської революції ( перс. نیروی هوافضای سپاه پاسداران انقلاب اسلامی, офіційна абревіатура NEHSA) — стратегічні ракетні, повітряні та космічні сили в складі Корпусу вартових ісламської революції (КВІР) Ірану. Він був перейменований з Військово-повітряні сили КВІР в Повітряно-космічні сили КВІР у 2009 році .

## Поточний інвентарний парк повітряних суден
| Повітряні судна        | Походження        | Тип                          | Модифікація       | В експлуатації    |                   |
| Балістична ракета      | Балістична ракета | Балістична ракета            | Балістична ракета | Балістична ракета | Балістична ракета |
| ---------------------- | ----------------- | ---------------------------- | ----------------- | ----------------- | ----------------- |
| Фаттах                 | Іран              | Гіперзвукова зброя           |                   | 1                 |                   |
| Бойові літаки          |                   |                              |                   |                   |                   |
| Sukhoi Su-22           | Росія             | Штурмовик                    | Su-22M4/Su22UM-3K | 10                |                   |
| Військово-транспортні  |                   |                              |                   |                   |                   |
| Antonov An-74          | Україна           | транспортний                 | TK-200/T-200      | 7                 |                   |
| Dassault Falcon 20     | Франція           | VIP-транспорт                |                   | 2                 |                   |
| Ilyushin Il-76         | Росія             | великовантажний транспортний |                   | 3                 |                   |
| Harbin Y-12            | КНР               | транспортний                 |                   | 12                |                   |
| Гелікоптери            |                   |                              |                   |                   |                   |
| Mil Mi-17              | Росія             | Ударний                      |                   | 18                |                   |
| Тренувальні            |                   |                              |                   |                   |                   |
| Embraer EMB 312 Tucano | Бразилія          | Тренувальний                 |                   | 25                |                   |
| PAC MFI-17 Mushshak    | Пакистан          | Тренувальний                 |                   | 25                |                   |